# Francis Girod
Francis Girod (Semblancay, Indre y Loira, 9 de octubre de 1944 - Burdeos, Gironda, 19 de noviembre de 2006) fue un director de cine, productor y guionista francés, miembro de la Academia de Bellas Artes de Francia.
Sus inicios profesionales fueron de periodista en una revista y en la radio. En los años 60 comienza su carrera profesional como cineasta, y debido a ello conoce a la actriz Romy Schneider, con quien trabajaría en la película La banquera (La banquière).
Su último trabajo fue un documental en televisión sobre la figura del director de cine Claude Chabrol.